# Primeira Divisão 1944-45
La Primeira Divisão 1944/45 fue la 11.ª edición de la máxima categoría de fútbol en Portugal. Benfica ganó su sexto título.

## Tabla de posiciones
| Pos. | Equipo               | Pts. | PJ | G  | E | P  | GF | GC  | Dif. | Clasificación   |
| ---- | -------------------- | ---- | -- | -- | - | -- | -- | --- | ---- | --------------- |
| 1    | Benfica (C)          | 30   | 18 | 14 | 2 | 2  | 79 | 26  | +53  | Campeón de Liga |
| 2    | Sporting de Portugal | 27   | 18 | 13 | 1 | 4  | 57 | 37  | +20  |                 |
| 3    | Belenenses           | 27   | 18 | 13 | 1 | 4  | 72 | 29  | +43  |                 |
| 4    | Porto                | 20   | 18 | 9  | 2 | 7  | 64 | 48  | +16  |                 |
| 5    | Vitória Setúbal      | 19   | 18 | 9  | 1 | 8  | 44 | 49  | −5   |                 |
| 6    | Olhanense            | 16   | 18 | 6  | 4 | 8  | 41 | 41  | 0    |                 |
| 7    | Estoril Praia        | 16   | 18 | 6  | 4 | 8  | 44 | 34  | +10  |                 |
| 8    | Vitória Guimarães    | 11   | 18 | 4  | 3 | 11 | 32 | 57  | −25  |                 |
| 9    | Académica de Coimbra | 9    | 18 | 4  | 1 | 13 | 33 | 65  | −32  |                 |
| 10   | Salgueiros           | 5    | 18 | 2  | 1 | 15 | 30 | 110 | −80  |                 |

 Fuente: RSSSF
|                              |
| Campeón SL Benfica 6° título |

## Resultados
| Local \ Visitante    | ACC  | BEL | BEN | EST | OLH | POR | SAL  | SCP | VGU  | VSE |
| -------------------- | ---- | --- | --- | --- | --- | --- | ---- | --- | ---- | --- |
| Académica de Coimbra | —    | 0–3 | 2–6 | 2–2 | 1–0 | 1–3 | 5–1  | 1–2 | 3–0  | 1–2 |
| Belenenses           | 15–2 | —   | 1–3 | 2–1 | 1–0 | 3–2 | 14–1 | 2–4 | 4–1  | 3–1 |
| Benfica              | 6–1  | 1–2 | —   | 2–0 | 2–2 | 7–2 | 11–3 | 4–1 | 5–0  | 7–2 |
| Estoril Praia        | 2–1  | 1–2 | 1–1 | —   | 1–2 | 8–1 | 4–0  | 1–2 | 5–2  | 3–1 |
| Olhanense            | 8–4  | 4–3 | 1–3 | 0–0 | —   | 2–2 | 4–1  | 2–4 | 3–2  | 3–3 |
| Porto                | 2–4  | 2–6 | 4–3 | 2–2 | 5–1 | —   | 9–0  | 3–1 | 10–0 | 3–0 |
| Salgueiros           | 2–1  | 1–6 | 0–6 | 4–7 | 2–6 | 1–8 | —    | 1–6 | 3–2  | 3–5 |
| Sporting de Portugal | 5–3  | 2–1 | 0–2 | 3–2 | 2–0 | 5–4 | 8–2  | —   | 5–2  | 3–0 |
| Vitória Guimarães    | 4–1  | 1–1 | 1–2 | 2–1 | 2–1 | 3–0 | 4–4  | 3–3 | —    | 1–2 |
| Vitória Setúbal      | 2–0  | 2–3 | 3–8 | 5–3 | 3–2 | 1–2 | 4–1  | 4–1 | 4–2  | —   |